# سبع سنين (فلم)
سبع سنين (بالإسبانية: 7 Años) فيلم دراما إسباني، إخراج روجر غوال، وبطولة خوانا أكوستا، أليكس بريندمول، باكو ليون، مانويل مورون، وخوان بابلو رابا. عرض على نتفليكس في 28 أكتوبر، 2016.

## الممثلين
- خوانا أكوستا
- أليكس بريندمول
- باكو ليون
- مانويل مورون
- خوان بابلو رابا

## وصلات خارجية
- سبع سنين على نتفليكس
- سبع سنين على الطماطم الفاسدة
- مقالات تستعمل روابط فنية بلا صلة مع ويكي بيانات